# Goździopłaszczek nadrzewny
Goździopłaszczek nadrzewny (Clavulicium macounii (Burt) J. Erikss. & Boidin ex Parmasto) – gatunek grzybów z rodziny kolczakowatych (Hydnaceae).

## Systematyka i nazewnictwo
Pozycja w klasyfikacji według Index Fungorum: Clavulicium, Incertae sedis, Cantharellales, Incertae sedis, Agaricomycetes, Agaricomycotina, Basidiomycota, Fungi.
Po raz pierwszy takson ten opisał w 1926 r. Edward Angus Burt nadając mu nazwę Corticium macounii. Obecną, uznaną przez Index Fungorum nazwę, nadali mu John Eriksson, Jacques Boidin i Erast Parmasto w 1968 r.
Synonimy.:
- Clavulicium macounii (Burt) Parmasto 1965
- Corticium macounii Burt 1926[2].

Nazwę polską zaproponował Władysław Wojewoda w 2003 r.

## Morfologia
Owocnik rozpostarty o średnicy 1-30 (40) cm i grubości 1–1,2 mm, szaro-ochrowy, brązowo-beżowy, gładki z białym brzegiem, krótko włóknisto-strzępiastym brzegiem. Miąższ białawy, szaro-ochrowy, brązowo-beżowy, miękki, soczysty. Zarodniki w masie białe, pod mikroskopem przezroczyste, o wymiarach 9-12 × 6,4-8 µm, nieamyloidalne, cienkościenne, elipsoidalne do owalnych. Podstawki 35-50 × 6-8 µm. Strzępki ze sprzążkami, z mocnym wierzchołkiem, szkliste, ale lekko żółtawe i refrakcyjne z oleistymi gutulami.

## Występowanie
Podano występowanie goździopłaszczyka nadrzewnego na niewielu stanowiskach w Ameryce Północnej, w Europie i Azji. W Europie jest rzadki. W Polsce W. Wojewoda w 2003 r. przytoczył 10 stanowisk, ale większość dawnych. Znajduje się na Czerwonej liście roślin i grzybów Polski. Ma status E – gatunek wymierający, którego przeżycie jest mało prawdopodobne, jeśli nadal będą działać czynniki zagrożenia.
Nadrzewny grzyb saprotroficzny. Występuje w lasach iglastych i mieszanych na martwym drewnie jodły pospolitej (Abies alba) i świerka pospolitego (Picea abies). W Polsce owocniki obserwowano od sierpnia do września.